# Інженю

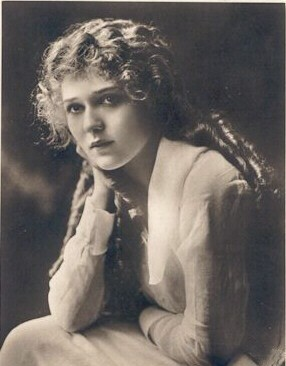
Актриса Мері Пікфорд зіграла низку інженю ролей.

Інженю (фр. ingénue) — амплуа в театрі й кіно, та архетипний персонаж у літературі, як правило, дівчина або молода жінка, щира, цнотлива, наївна та зворушливо невинна.
Інженю також може означати нову молоду актрису або актрису, яка пройшла кастинг на такі ролі. Термін походить від жіночої форми французького прикметника ingénu, що означає «безхитрісний» або невинний, доброчесний і відвертий. Термін також може означати брак витонченості та хитрощів.
Як правило, інженю красива, добра, ніжна, мила, незаймана і часто наївна; крім того, їй часто загрожує психічна, емоційна або навіть фізична небезпека — зазвичай вона стає мішенню для негідника, якого вона може прийняти за героя. Інженю зазвичай живе зі своїм батьком, чоловіком або фігурою батька. Вамп (фатальна жінка) часто є прикриттям для інженю (або дівчини в біді).
Інженю часто супроводжується романтичним побічним сюжетом. Цей роман зазвичай вважається чистим і нешкідливим для обох учасників. У багатьох випадках учасник-чоловік так само невинний, як і інженю. Інженю також схожа на стереотип сусідської дівчини.
В опері й мюзиклах партію інженю зазвичай виконує ліричне сопрано.

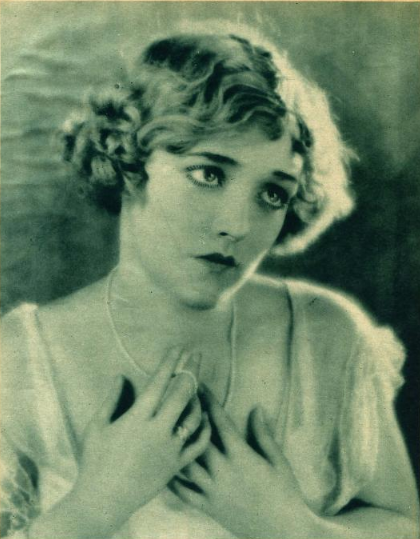
Актриса Мілдред Девіс у 1923 році

Інженю, як правило, має карооку дитячу невинність, але водночас і витончену сексуальну привабливість. Цей дитячий персонаж входить у підлітковий вік зі свіжістю перших еротичних відчуттів, не затьмарений жодним особистим сприйняттям порушення морального порядку. Звідси його успіх у п'єсах, що допускають деякі жорстокі повороти з більш закомплексованими персонажами.
За часів Прекрасної епохи суспільство перетворило цей архетип на фантазію, передану фотографічними картками. Збочення тоді не полягало у вигадці на папері. Вихід Франс Галль на сцену як дебютантки Євробачення, яка співає принади неоднозначної пісні Les sucettes à l'anis, створеної майстром Сержем Генсбуром, що виходить за рамки тексту, показує, що винахідливість німфеток — це не просто кліше.

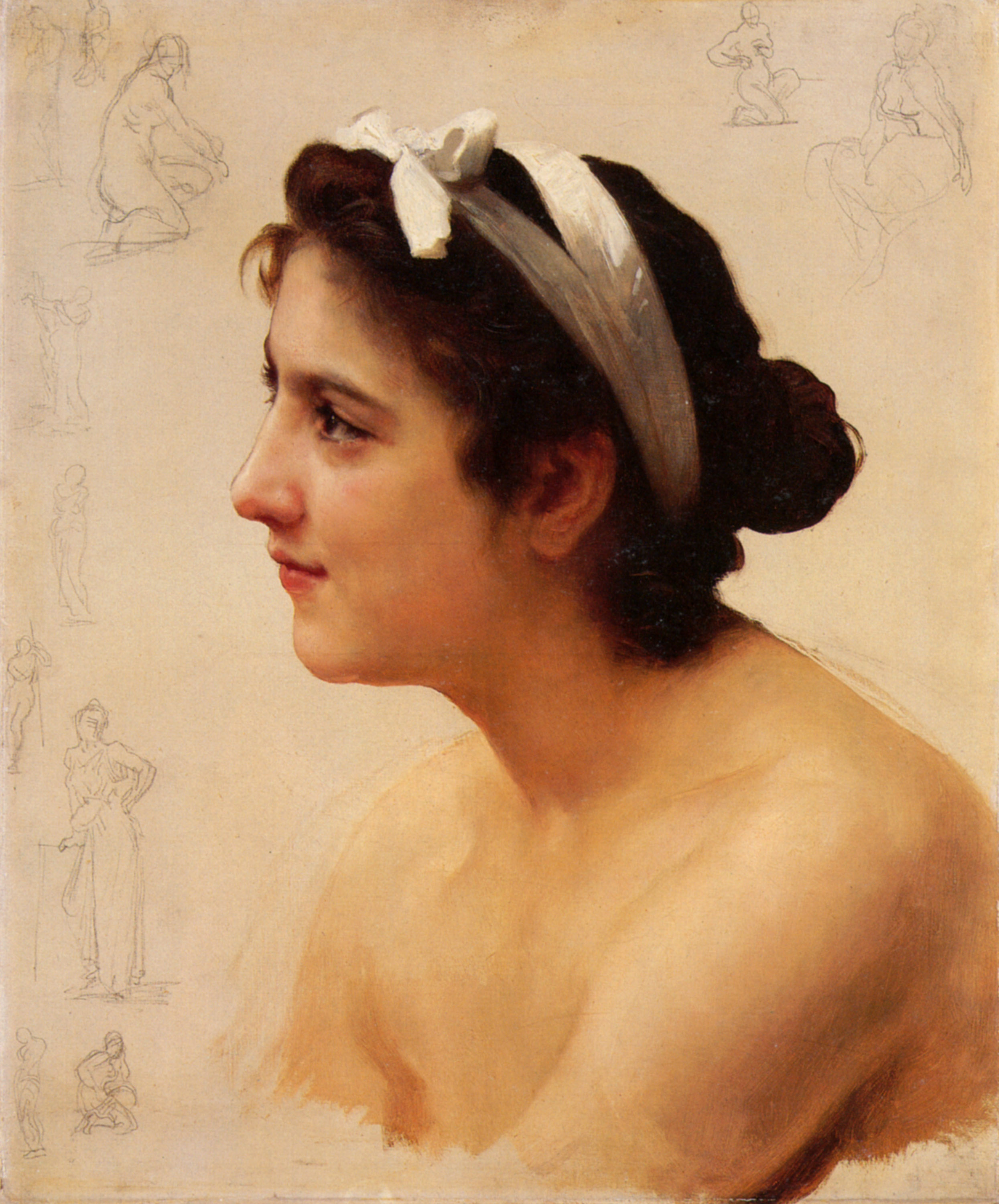
Дослідження Бугро: «Пропозиція кохання»

Приклади інженю включають Офелію з Гамлета, Крістін із Привид опери та інші.

## Портрети
- Агнес, центральна героїня «Жіночої школи» Мольєра, яку вважають першою інженю у французькому театрі
- Жюлі, «мила, кокетлива, зухвала і яскрава» у «Басейні» Франсуа Озона
- Катрін, дочка свого батька у фільмі «Вісім жінок» того ж режисера (прим: хоча Луїза і збочена, вона не є інженю)
- Сью Лайон, яка грає Долорес Гейз
- «Лоліта» Стенлі Кубрика
- Лілі Собескі: новий тип Лоліти для Кубрика, через сорок років після однойменного фільму, у «Із широко заплющеними очами»
- Червона шапочка : метафора сексуального апетиту та їжі в дитячій казці, Текс Евері не проігнорував це у фільмі «Червона Шапочка» (1943)